# Чумаков (Волгоградская область)
Чумаков — хутор в Серафимовичском районе Волгоградской области.
Входит в состав Трясиновского сельского поселения.

## География
На хуторе имеются одна улица: Камышовая  и один переулок: Короткий .

## Население
| 2010 |
| ---- |
| 11   |